# 208 km (obwód twerski)
208 km (ros. 208 км) – przystanek kolejowy w pobliżu miejscowości Cziczakowo, w rejonie zubcowskim, w obwodzie twerskim, w Rosji. Położony jest na linii Moskwa - Siebież.